# Donovaly
Donovaly (em húngaro:  Dóval) é um município da Eslováquia localizado no distrito de Banská Bystrica, região de Banská Bystrica.

## Demografia
| Ano:        | 1994 | 2004    | 2014    | 2024    |
| ----------- | ---- | ------- | ------- | ------- |
| Broj ljudi: | 138  | 153     | 222     | 283     |
| Razlika:    |      | +10,86% | +45,09% | +27,47% |

| Ano:               | 2023 | 2024 |
| ------------------ | ---- | ---- |
| Número de pessoas: | 283  | 283  |
| Diferença:         |      | +0%  |